# Ізюмська жіноча гімназія

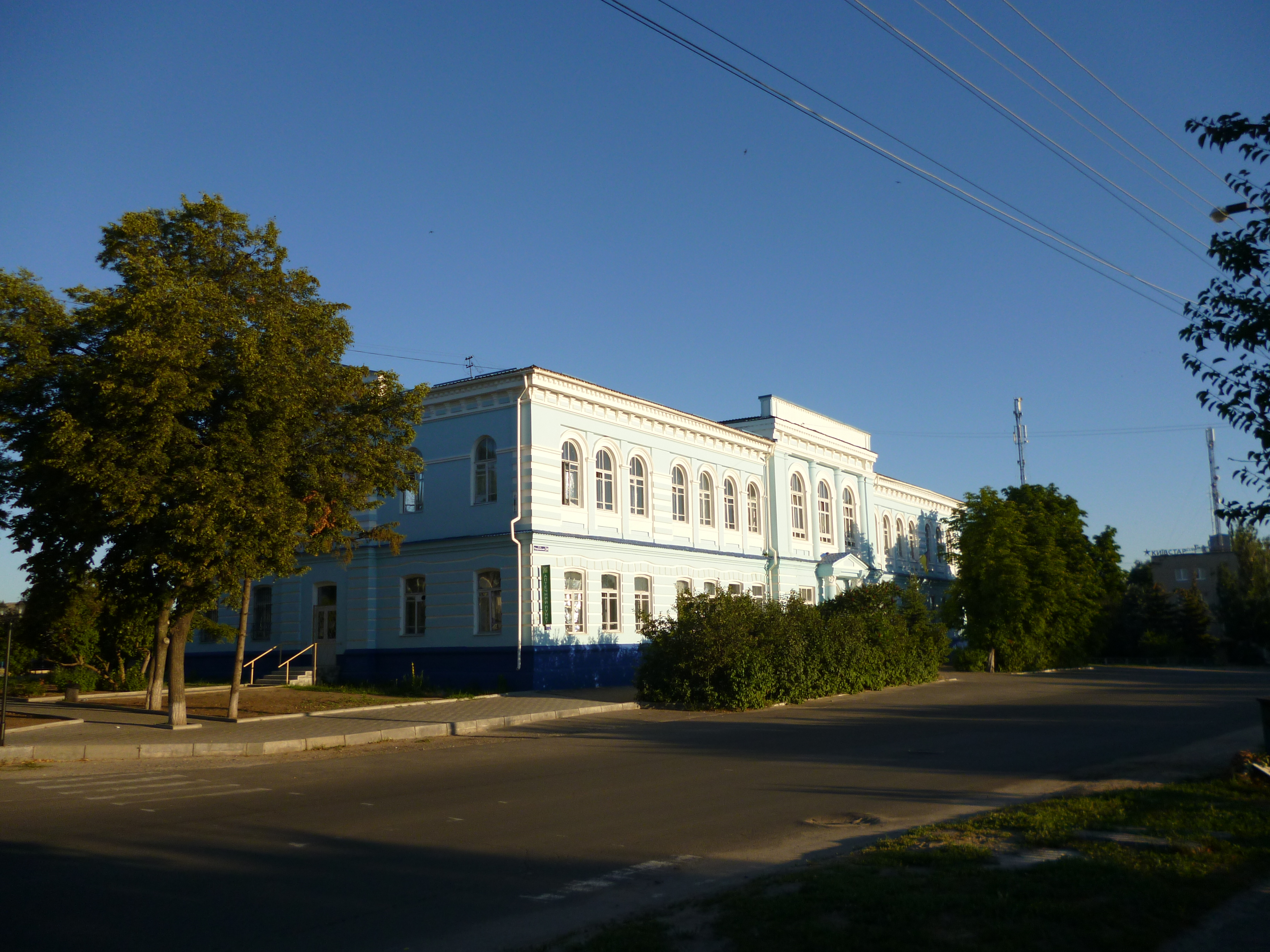
Фасад колишньої Ізюмської жіночої гімназії зі східної сторони

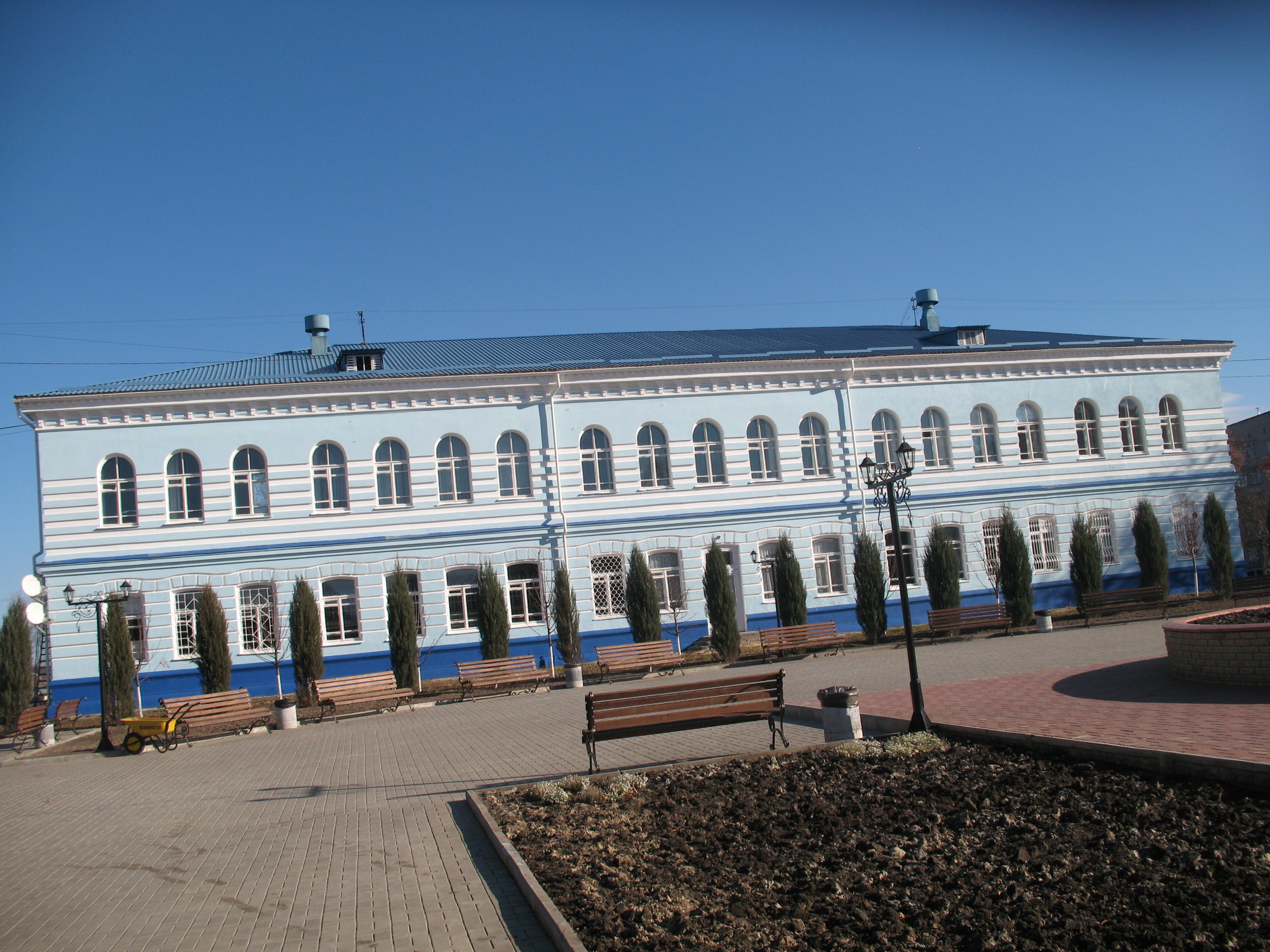
Фасад Ізюмської жіночої гімназії зі сторони Центральної площі.

Ізюмська жіноча гімназія — навчальний заклад, який існував в місті Ізюм з 1870-х років (спочатку як прогімназія, потім — як гімназія) до 1918 року. Нині в будівлі Ізюмської жіночої гімназії розташоване поліклінічне відділення Ізюмської центральної міської лікарні. Будівля внесена до переліку пам'яток архітектури місцевого значення.
Архітектор — М. Ловцов. Будівля виконана в історичному стилі — еклектика.
Знаходиться за адресою: вул. Покровська, 34, м. Ізюм, Харківська область.

## Історія
Передісторія Ізюмської жіночої гімназії пов'язана з історією ізюмського жіночого училища. 30 травня 1858 року було затверджено «Положение о женских училищах ведомства министерства народного просвещения». Згідно з «Положением» жіночі училища ділилися на розряди шестирічні і трирічні. В училищах другого розряду вихованкам викладались Закон Божий, скорочену граматику російської мови, скорочену російську історію, географію, початки арифметики, чистописання та рукоділля. Жіноче училище в місті Ізюм відкрилося 19 лютого 1861 року. Зазначалося, що: «… В городе Изюме предположено открыть женское училище 2-го разряда в будущем 1861 году.»  В училище 2-го разряда обучалось 39 девушек, преимущественно дети дворянского сословия. Предводитель дворянства Антонов."
У 1870 році було відкрито жіночу прогімназію з шестирічним терміном навчання (п'ять основних класів, шостий — додатковий). Вона знаходилася у будинку Протопопова (на розі нинішньої Соборної та Центральної площі).
У 1899 році відчинила двері жіноча гімназія, яка налічувала 7 класів, а восьмий був педагогічним. Дівчатам, що закінчили повний курс, надавалося звання домашньої вчительки, вчительки народних шкіл. Вихованки опановували такі предмети, як Закон Божий, а також російську мову та літературу, історію, математику, географію, одну нову і одну давню мови;  також дівчатам викладали рукоділля, малювання, музику, співи і танці.
Для покращення матеріально-технічної бази в 1903 році за проектом архітектора М. І. Ловцова була побудована будівля жіночої гімназії на тодішній Соборній площі.
Згадучи про Ізюмську жіночу гімназію, краєзнавець В. Авілов зазначав: «Для того, чтобы построить здание, пришлось засыпать край (устье) Невенчаного Яра, который тянулся чуть ли не до половины двора дома Городской управы. Для засыпания яра землю брали с валов крепости вдоль всей Пушкинской улицы и других участков крепости. Паркетный пол, подоконники, окна, двери, люстры и часть строительного леса были взяты с дворца Логвинова с. Капитоловка. Первым начальником женской гимназии была Рославлева (Лыскевич) Вероника Васильевна, а после ее смерти — Жигайлова. Председателем педагогического совета была Кузьмицкая А. А., почетная попечительница (жена городского головы) Дементьева М. С. Законоучитель Григорович, учитель естественной истории Бекенев В. А., учительницы: математики — Наседкина Ю. В. французского языка — Гощинская К. И., истории и географии — Нестерова М. В., чистописания — фон Кун Э. Т., приготовительного класса и пения — Оглоблина А. И., рукоделия — Любарская Е. И., мастерица швейного ремесла, музыки — Стефанова А. М., классная надзирательница — Миронова Е. В.».
У 1920—1940 роках у приміщенні колишньої гімназії розміщувався педагогічний технікум імені І. Франка.
У роки Другої світової війни будівлю було пошкоджено обстрілом, всередині будівля частково вигоріла. Після звільнення міста від німецьких військ у будівлі розміщувався табір для військовополонених, які працювали на будівельних роботах.
В середині 1960-х років будівлю ізюмської жіночої гімназії передано міській поліклініці, яка знаходиться тут донині.

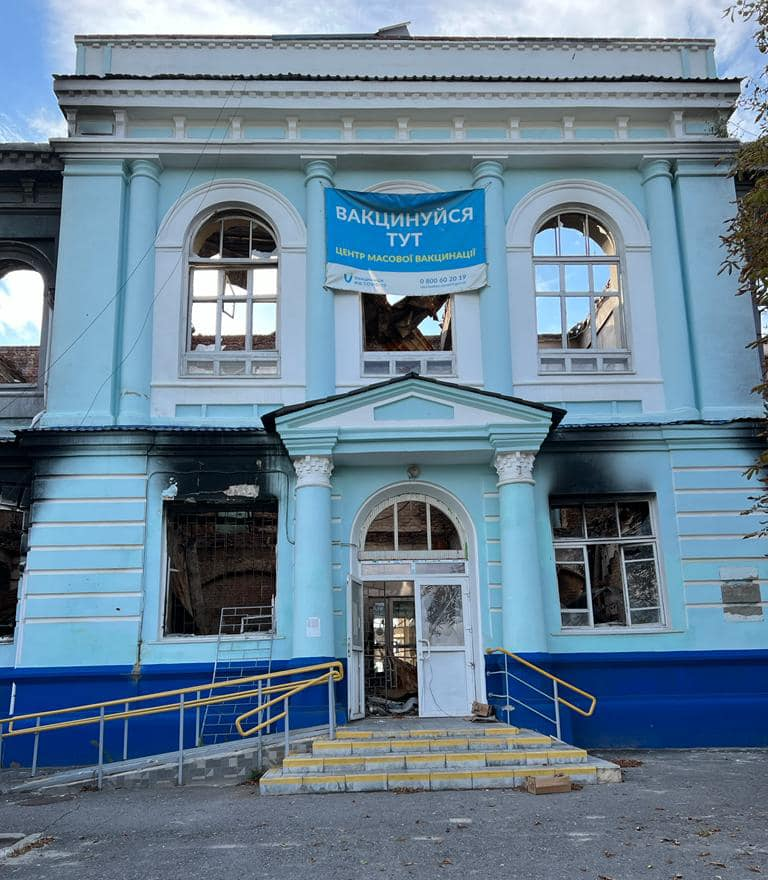
Після боїв за Ізюм

2022 року частково зруйнована і спалена обстрілами в ході російського вторгнення.